# Oves nahý
Oves nahý (Avena nuda) je druh ovsa pěstovaného již jen v malé míře. Má velmi výživné obilky. Pěstuje se i jako zelené krmení.